# Inga bella
Inga bella là một loài rau đậu thuộc họ Fabaceae.
Loài này chỉ có ở Costa Rica.